# Casete
El casete o caset, también conocido como casete compacto o cassette («cajita» en francés), es un formato de grabación de sonido o video en cinta magnética que fue ampliamente utilizado entre principios de la década de 1970 y fines de la década de 1990. Es también mencionado a menudo como casete de audio, cinta casete o simplemente cinta. Aunque estuvieron previstos originalmente como medio para el dictado, las mejoras en la fidelidad del sonido condujeron a que el casete suplantara la grabación en magnetófono de bobina abierta en la mayoría de sus usos domésticos. Sus aplicaciones se extendieron desde el audio portátil de grabación casera al almacenamiento de datos para computadoras. En la etapa de su vigencia, era uno de los dos formatos más comunes para la música pregrabada, junto a los discos de vinilo. Fueron reemplazados más adelante por el disco compacto.
Constan de dos carretes en miniatura, entre los cuales se pasa una cinta magnética. Estos carretes y sus otras piezas se encuentran dentro de una carcasa protectora de plástico. En la cinta están disponibles dos pares de pistas estereofónicas, uno por cada cara (una cara se reproduce cuando el casete se inserta con sus revestimientos laterales de cara A o lado A para arriba y la otra cuando se le da la vuelta, cara B o lado B).
El casete es un soporte analógico, aunque también se desarrollaron formatos de cinta digitales, como la cinta de audio digital (DAT) y el casete compacto digital (DCC).

## Historia

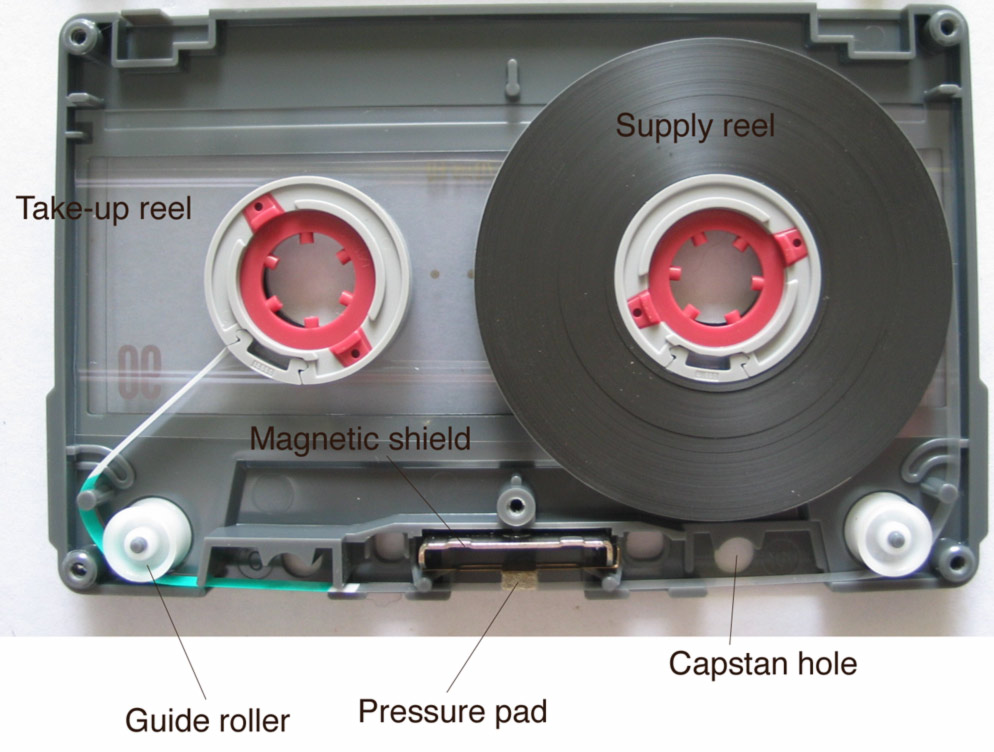
Partes internas del casete.

Fue introducido en Europa por la empresa Philips en 1962, y en los Estados Unidos en 1964, bajo marca registrada con el nombre de Compact Cassette. Aunque había otros sistemas de cartucho de cinta magnética en ese entonces, llegó a ser dominante como resultado de la decisión de Philips (en respuesta a la presión de Sony) de licenciar el formato gratuitamente. Se convirtió entonces en una alternativa popular y regrabable al disco de vinilo durante los años setenta.

### Introducción de los casetes de música

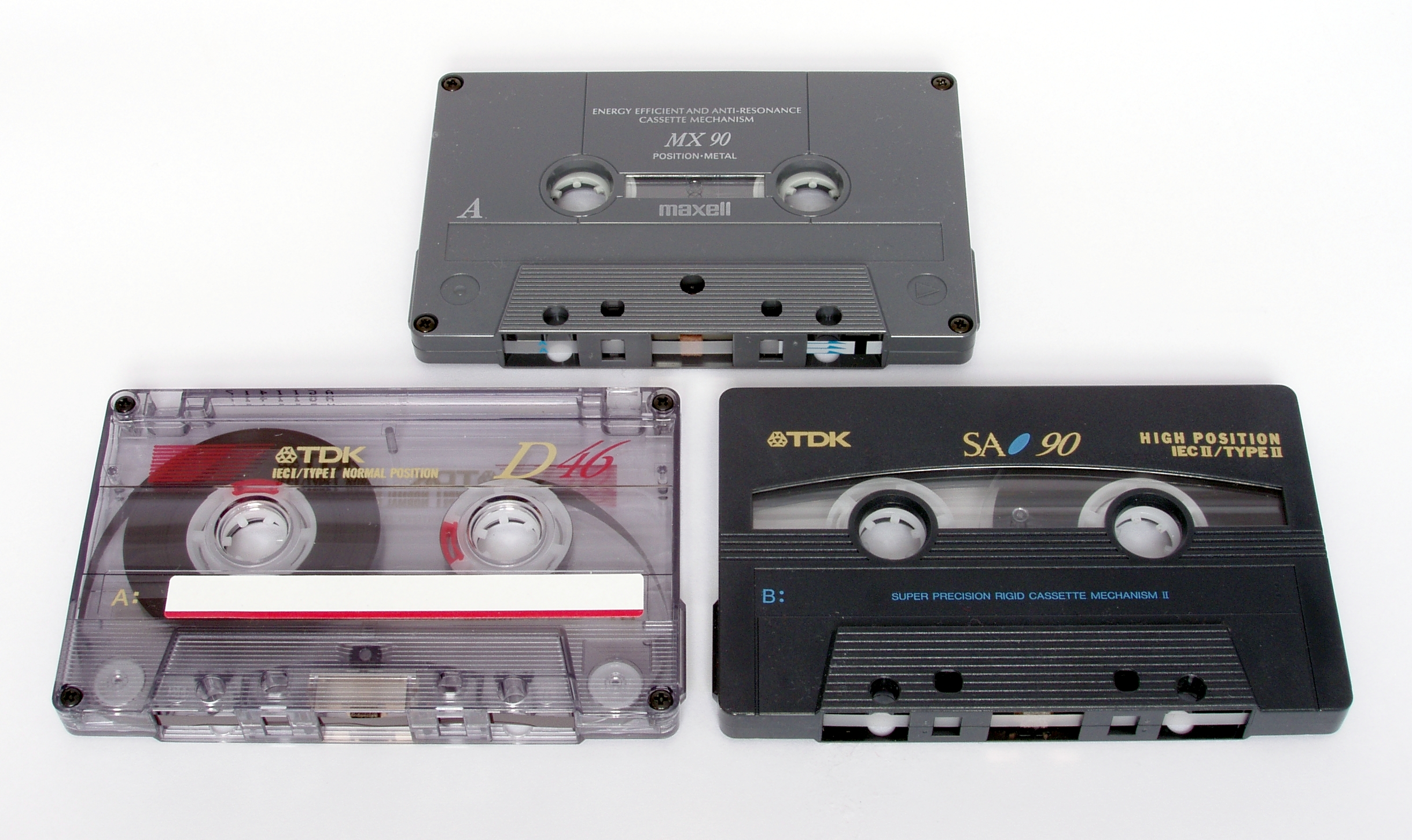
Varios tipos de casete.

La producción en masa de Audio Casetes Compactos comenzó en 1964, en Hannover, Alemania. También conocidos como Musicasetes (abreviado M.C.), fueron lanzados en Europa a finales de 1965. Fueron introducidos en Estados Unidos en septiembre de 1966 con una oferta inicial de cuarenta y nueve títulos por The Mercury Record Company, una filial estadounidense de Philips.
Sin embargo, había sido inicialmente diseñado para dictado y uso portátil; la calidad de los primeros reproductores no era adecuada para la música, y además los primeros modelos tenían fallos de diseño mecánico. En 1971, Advent Corporation introdujo su modelo 201 que combinó la reducción de ruidos Dolby tipo B con una cinta de dióxido de cromo (CrO2). El resultado fue un formato apto para el uso musical y el comienzo de la era de casetes y reproductores de alta fidelidad.
Durante los años 1980, su popularidad creció más, como resultado de las grabadoras portátiles de bolsillo y los reproductores de alta fidelidad como el walkman de Sony, cuyo tamaño no era mucho mayor que el del propio casete.
Aparte de los avances puramente técnicos, también sirvieron como catalizadores para el cambio social. Su durabilidad y facilidad de copiado ayudaron a traer música rock underground y punk detrás del telón de acero, creando un equilibrio para la cultura occidental entre las generaciones más jóvenes. Por razones similares, llegaron a ser populares en países en desarrollo. En los años 1970 en la India, fueron culpados de traer influencias indeseadas en áreas tradicionalmente religiosas.[cita requerida] La tecnología del casete creó un mercado en crecimiento para la música popular en la India, criticado por conservadores mientras que creaba un mercado enorme para las compañías legítimas de la grabación y las cintas pirateadas.

### Auge
Cuando se introdujo, era un medio para la reproducción de la música pregrabada portátil, pero con la llegada de las versiones estereofónicas, se convirtió en el medio de grabación doméstica por excelencia durante más de veinte años. Pioneer creó los grabadores domésticos de alta fidelidad CTF 6060, CTF 7070, etc. y Sony sus grabadores o pletinas (equipos modulares) TCK5, TCK6, TCK7 etc. entre otros fabricantes.[cita requerida]
La calidad del sonido evolucionó con los cabezales de permaloy y ferrita sólida que emplearon Akai, Pioneer, Technics y Sony[cita requerida] y sobre todo con las mejoras en las cintas. TDK ofreció cintas de media gama (como AD-C60) que permitían una respuesta en frecuencia máxima entre 60 Hz y 12 kHz.
Las cintas con formulación de dióxido de cromo (CrO2) surgieron para ofrecer en las grabaciones mejor respuesta en los sonidos agudos gracias al uso de partículas magnéticas más pequeñas, [cita requerida] pero las primeras que salieron al mercado solían ser más abrasivas para el cabezal magnético. Después se introducirían cintas con material magnético que combinaba el óxido férrico con alguna otra sustancia que daba mejores resultados que el dióxido de cromo, como en el caso del fabricante TDK, con la introducción de las cintas con recubrimiento de partículas de la línea Super Avilyn, que es un ion de cobalto adsorbido en óxido férrico.[cita requerida] Esta formulación permitió grabar frecuencias agudas casi en el extremo audible sin mayores problemas, y un ruido de polarización de unos –77 decibelios. Estas nuevas partículas extendían la banda de audio y reducían la distorsión, pero requerían nuevas grabadoras para aprovechar su calidad. Esencialmente, para que las cintas no distorsionasen al ser magnetizadas, una señal de polarización se introducía junto con la señal musical, permitiendo que el proceso de magnetización se llevara a cabo con distorsión mínima y alta linealidad. El circuito de filtrado tenía una constante de tiempo de 120 microsegundos (polarización normal) para las cintas de Fe2O3 y FeCr, y de 70 microsegundos (polarización alta) para los de CrO2-SA.
Sony, Basf, y Maxell también ofrecieron cintas de calidad mejorada para aprovechar el casete como medio semiprofesional. A tal efecto, todas en mayor o menor medida ofrecieron cintas con formulaciones derivadas del concepto del Super-Avilyn, como la Maxell UD-XL2.
Hacia 1978 comenzó la introducción de la cinta de partícula metálica pura.[cita requerida] Con una respuesta a frecuencia plana de 20 Hz a 20 kHz a 0 dB, con esta cinta se podía llegar a grabar señales de frecuencias de hasta 50 000 Hz en –20 dB, y al ser un recubrimiento puramente metálico sobre la cinta plástica, la corriente para borrar la cinta era más elevada que en el resto de las formulaciones, pero esto a su vez daba una elevada duración al registro magnético. Se puede escuchar una grabación realizada en este tipo de cinta después de más de veinte años prácticamente sin pérdida alguna de calidad. Para poder aprovechar al máximo esta posibilidad, los fabricantes de reproductores de casete introdujeron cabezales magnéticos tallados con suma precisión, y recubiertos con una pastilla de carburo de tungsteno (widia) que retardaba el desgaste. El fabricante japonés Canon fue un reconocido proveedor de esta pieza.[cita requerida]
El desarrollo del video hogareño, como el formato Beta de Sony y el VHS de JVC, llevaron a empresas como TDK a diseñar cintas de partículas aptas para grabar señales de hasta 8 MHz (Super Finavynx Metal Particle), y a ofrecer en formato de casete de audio algunas cintas con formulación derivada de estas, como el TDK-MA-X. Maxell presentó a principios de los años ochenta el producto Maxell Metal Vertex, considerado por muchos como el ápice de la tecnología de casete compacto de audio, con una carcasa de material cerámico que era prácticamente indeformable y aseguraba la correcta posición del casete dentro del equipo reproductor.
Durante este periodo, se fabricaron grabadoras con mecanismos de gran refinamiento que reducían el lloro (wow and flutter), sistemas de reducción de ruido, calibración independiente de todos los parámetros y entradas múltiples como si fuesen pequeñas consolas. Los mejores modelos provinieron de la firma japonesa Nakamichi, de Pioneer con su línea Elite, y de TASCAM (TEAC Professional) con su serie de equipos para uso profesional y de radiodifusión. La firma alemana Dual también había introducido mecanismos especiales para los equipos que permitían que el usuario pudiese cambiar el casete en pleno funcionamiento del aparato, sensores de proximidad hacían bascular instantáneamente los cabezales y cabrestantes al percibir la mano del operador, con lo cual se aseguraba un cambio de casete en 2 segundos. La firma Studer-Revox también contribuyó mucho a la aceptación del casete como medio de alta fidelidad.
Los sistemas reductores de ruido, en especial los concebidos por la firma estadounidense Dolby Laboratories fueron también factores de éxito para el formato.[cita requerida]

### Declive
En los países occidentales, el mercado para los casetes comenzó un declive desde su pico al final de la década de 1990. Esto se ha notado particularmente con los casetes pregrabados, cuyas ventas fueron alcanzadas por las de los CD al principio de esos años.[cita requerida] En 1993, solo los envíos de CD alcanzaron 5 millones, un aumento del 21 %, mientras que los envíos de casete disminuyeron un 7 % (a aproximadamente 3,4 millones).
En 2001, los casetes constituyeron solamente el 4 % de toda la música vendida en los Estados Unidos.[cita requerida] Sin embargo, los casetes en blanco se siguen produciendo y las instalaciones para la duplicación del casete siguen disponibles.
Mientras que las grabadoras de voz digitales son campo común, las grabadoras de casete (o con frecuencia microcasete) tienden a ser más baratas y de calidad suficiente como para tomar notas en situaciones de oficina o educativas. Se venden en casete audiolibros, servicios de iglesia y otros materiales hablados,[cita requerida] pues una fidelidad más baja no suele ser una desventaja para tal contenido. Mientras que la mayoría de los editores venden audiolibros en CD, generalmente también ofrecen una versión en casete en un precio bajo. En el uso de los audiolibros, donde las grabaciones pueden durar varias horas, los casetes también tienen la ventaja del soporte de 120 minutos de diálogo mientras que el CD medio sostiene menos de 80.
Mientras que los casetes y el equipo relacionado se han marginado cada vez más en el campo de las ventas comerciales de música, la grabación en cinta analógica sigue siendo una opción deseable[cita requerida] para algunos. En 2002, Imation recibió una concesión de 11,9 millones de dólares del Instituto Nacional de Estándares y Tecnología para realizar una investigación con el fin de aumentar la capacidad de datos de la cinta magnética.
Algunos músicos prefieren registrar sus másteres en cinta magnética por razones artísticas,[cita requerida] y algunos consumidores prefieren comprar casetes debido a la mayor riqueza del sonido analógico.[cita requerida]
Es utilizado también para grabar declaraciones policiales debido a su versatilidad y durabilidad. En 2010 existían 43 fuerzas policiales en Inglaterra y Gales que lo utilizaban, y según el cálculo para 2011 de la Agencia Nacional de Mejoramiento Policial, cada una usaría más de 200 000 cintas al año. Según Neil Carlton, inspector de la policía de Cumbria, en el noroeste de Inglaterra: «Las cintas son un sistema muy simple, muy bueno. Se sella en presencia de la persona, quien lo firma junto a su abogado, si está presente. En el caso de que el sello haya sido abierto, resulta bastante obvio».
A finales de diciembre de 2008, las compañías fabricantes del casete han dejado de producirlo y abandonaron el mercado definitivamente,[cita requerida] ya que este ha sido fuertemente desplazado por los medios digitales como el MP3 y el MPEG-4, así como los soportes físicos digitales más recientes, como el disco Blu-ray, equivalente a más de 80 casetes.
No obstante, a pesar de su aparente obsolescencia, el formato continua vigente gracias a una compañía estadounidense llamada National Audio Company de Springfield (Misuri). La cual se considera popularmente como la última fábrica de casetes del mundo. Esta empresa ha sostenido acuerdos recientes con discográficas que lanzan material en este mismo formato (Ej. algunas de las canciones que se escuchan en la película Guardianes de la Galaxia se editaron en este mismo soporte) para tiempos recientes tienen ventas superiores a lo que en años anteriores se había logrado gracias a que la compañía compró gran parte de la maquinaria que dejó la competencia al abandonar la producción.

## Características
Para grabar las cintas magnéticas se utiliza el sistema de grabación mecánica analógica.
El casete se compone de una tira de plástico de grosor fino para que sea flexible y alargada, que puede llegar a tener varios metros de longitud. Esta tira de plástico lleva una fina capa de material magnético que guarda los datos al orientarse los polos magnéticos gracias a la acción de un cabezal lector/escritor. Esta cinta está protegida por una caja rectangular y plana de plástico que tiene dos bobinas con capacidad de giro que están unidas a ambos extremos de la cinta (la tira de plástico).
El casete fue un paso adelante en conveniencia desde los magnetófonos, aunque debido a sus limitaciones de tamaño y velocidad, la calidad fue inicialmente pobre en comparación con estos. El ancho de la cinta es de 3,81 mm, ocupando cada pista estéreo 0,79 mm. La velocidad de reproducción es de 47,6 mm/s (milímetros por segundo), de derecha a izquierda. En comparación, el típico magnetófono para uso de consumidor tenía un ancho de cinta de 6,35 mm (con cada pista estéreo ocupando 1,59 mm) y una velocidad de 95 o 190 mm/s.
El reproductor de cintas magnéticas o casetes se llama pletina (deck) y, si es compacto y portátil, walkman.
Walkman (caminando por Manhattan) es una marca registrada por la corporación Sony de Japón para sus reproductores de casetes portátiles, originalmente se llamaba Sound About en su primer modelo el Sony TP LS 2.[cita requerida]
El casete de audio ofrecía originalmente un registro monofónico de 60 minutos con una gama de 60a 8000 Hz (±3 dB) con una relación señal a ruido de 40 dB que era apropiado para grabar dictados, llegando a los 50 a 10 000 Hz con la TC-150 de Sony, posteriormente se mejoró para ofrecer estereofonía con dos canales separados 30 dB una gama de frecuencias de 50 a 12 000 Hz (±3 dB) y una relación señal a ruido de 45dB que es apropiada para oír música, así se incluyó en los radiograbadores portátiles estereofónico (boombox) como el Panasonic RX-CT 840.
Los reproductores modulares (pletina) básicos provistos de reducción de ruido Dolby B tienen una respuesta en frecuencia de 40 Hz a 13 kHz (±3 dB) con cinta normal y 40 Hz a 15 kHz (±3 dB) con cinta de dióxido de cromo una relación señal ruido de 53 db y 61 dB con el sistema Dolby activado, distorsiones por debajo del 1% y un gimoteo o trémolo menor que 0,1%, como la Yamaha TC-511S. 
Las grabadoras de gama media tienen cabezales de ferrita, con una respuesta en frecuencia de 30 Hz a 17 kHz (±3 dB), una relación señal sobre ruido s/n de 52 dB y 62 dB con el Dolby B, una distorsión menor que 0,8 % y una fluctuación de la velocidad de arrastre (wow and flutter) de solo 0,07 %, como la Pioneer CT-F707.
Existen por supuesto los decks de casete o pletinas de gama alta, que pasaron de poseer dos a tres cabezales y a utilizar cabezales amorfos, bajo trémolo y lloro ente el 0,032 y el 0,022 % introdujeron refinamientos como contadores electrónicos de cinta, Dolby C , Servosistema Dolby HX Pro, y posteriormente en 1990 el Dolby S. Se destacan equipos como Nakamichi Dragon o Pioneer CT 91,93,95, esta última con tecnología Wide Range, que le permitía alcanzar 15/30 000 Hz con cinta de metal y relación señal ruido de 86 dB con Dolby S. Sony TC/K3ES, 6 ES, 7 ES, SONY TC/K808ES, TECHNICS RS/B965, RS/Z6 Y 7, YAMAHA KX682SE, JVC TD/662BK, DENON DRM/800, AKAI GX/95 Y 65, SANSUI DM990, entre otras. 
El empleo de cinta magnética como soporte de datos ha sido continuo desde hace más de 50 años. Como medio de almacenamiento digital tiene la ventaja de ser muy barata respecto a otros soportes informáticos, y el inconveniente de que las cargas requieren de un largo tiempo de espera, además de que de producirse un error durante la carga, según el formato de grabación de los datos hay que rebobinar la cinta y comenzar desde el principio. Con la popularización de los microordenadores como el ZX Spectrum, Amstrad CPC, Commodore 64 o MSX entre otros, se empleó el casete compacto convencional como medio de almacenamiento, además de otros formatos de casete. Tras la aparición del IBM PC (cuya primera versión también incluía un puerto para conectar una unidad de casete que funcionaba solo para programas en BASIC) y posteriormente los compatibles PC en el mercado doméstico el uso como soporte principal de datos del casete prácticamente desapareció a este nivel, aunque sí se mantuvo como soporte para copias de seguridad, ya con formatos específicos distintos del compacto de audio.

## Tipo de cintas de casete

### Longitud
El casete, dependiendo de la longitud de la cinta, permite diversas duraciones de grabación. Precisamente el nombre de la cinta ya indica la duración de la misma. La más pequeña, la C5, permite 5 minutos, dos minutos y medio por cara. La más larga, C120, permite dos horas de grabación (60 minutos por cara).
A mayor longitud, más delgadas son las cintas, con el fin de que quepan en el mismo cartucho que las de menor longitud. Cuando más delgadas sean las cintas peor se adaptan a las guías del propio cartucho, lo que puede provocar un mal contacto cabeza-cinta que puede originar que la cinta se desenrolle y se enganche pudiendo estropearse o estropear el reproductor.
Los fabricantes desaconsejan enérgicamente el uso de C120 y, en menor medida, de C90. Además, a mayor longitud, la cinta pesa más con lo que se acorta la vida útil del cabezal. El deficiente contacto cabeza-cinta también puede provocar pérdidas en respuesta de frecuencia y otros problemas.

### Material magnético
Se utilizan diversos tipos de material magnético para los casetes. Cada uno de ellos tiene diferentes requerimientos de polarización (bias) y ecualización. Según este material se puede distinguir cuatro tipos de cintas:
- Cintas IEC tipo I o de tipo normal. Están basadas en óxido férrico gamma (Fe2O3) y fue el tipo original de cintas. Usan una ecualización de 120 µs.
- Cintas IEC tipo II. Alrededor de 1970, 3M desarrolló un proceso de cobalto combinado con una técnica de double-coating con el objetivo de incrementar el volumen promedio de salida de la cinta. Al mismo tiempo, BASF introdujo el dióxido de cromo (CrO2).[10] Este tipo de cintas requiere una ecualización de 70 µs.
- Cintas IEC tipo III. Sony experimentó con una cinta de doble capa utilizando a la vez óxido férrico y dióxido de cromo. Se llamó ferricromo (FeCr). Estas cintas solo estuvieron disponibles por un período corto de tiempo en los años '70.
- Cintas IEC tipo IV o de metal (casetes de metal). También usan ecualización de 70 µs, y proporcionan nuevos avances y mejoras en la calidad de sonido así como más resistencia al desgaste.[11]

La calidad se refleja normalmente en el precio, siendo las más baratas las cintas tipo I y las tipo IV las más caras. Las cintas tipo II se consideran como de calidad de CD y las cintas tipo IV como de más calidad que el CD, para niveles de volumen más elevados y los Super Audio CD.

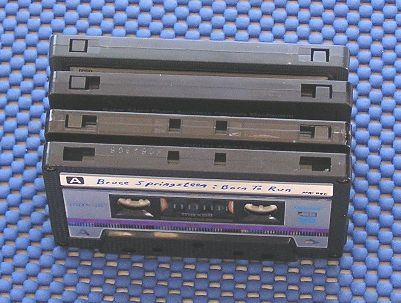
Muescas usadas para diferenciar tipos de cintas.

El tipo de cinta se indica con muescas en la parte superior de la cubierta. Las cintas tipo I solo tienen un par de muescas (una a cada extremo) para protección de escritura. Las cintas tipo II tienen un par adicional junto a las de protección de escritura. Las cintas tipo IV tienen un tercer par, pero en el medio de la cubierta. Estas muescas permiten que las pletinas reconozcan automáticamente el tipo de cinta y escojan los parámetros de polarización (bias) y ecualización de forma automática. Aun así, la mayor parte de los modelos actuales carecen de esta característica, y algunos solo permiten la utilización de cintas tipo I.
Si se utilizan cintas tipo II y tipo IV en una pletina diseñada exclusivamente para cintas tipo I, se producirán distorsiones de sonido y una calidad pobre.

## Evolución histórica

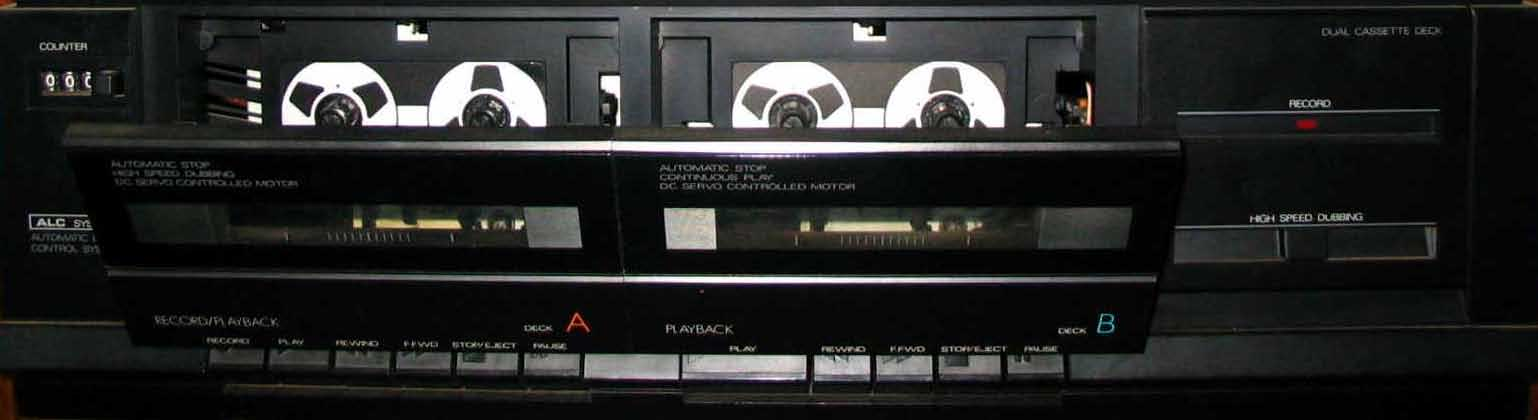
Reproductor doble de casetes.

En 1963, la casa Philips lanzó al mercado los primeros grabadores para cintas de casete.[cita requerida]
El casete compacto (como se llamó originalmente) fue patentado en 1964, por la división de los Países Bajos de la Philips Company,[cita requerida] pero el nuevo invento no adquirió relevancia hasta un tiempo después.
En 1965, apareció la cinta magnética virgen,[cita requerida] que se comercializó con distintos formatos.
El casete tenía sentido porque el magnetófono no era un equipo de fácil transporte ni portátil. El casete, de mucho menor tamaño y compacto, quería solventar estos problemas y buscar esa franja de mercado que no estaba siendo cubierta.
La viabilidad comercial del nuevo invento se fue introduciendo lentamente. Al principio, finales de los años sesenta y principios de los setenta, era tan pobre la demanda, que incluso se lanzaban los álbumes de música en casete después de que se hubieran puesto a la venta los LP. (Como ocurre hoy con las películas, que primero se estrenan en cine y tras un periodo se pone a la venta el DVD). La poca demanda se explica porque los primeros casetes tenían inhabilitada la función de grabar, eran solo reproductores, no grabadores.[cita requerida]
La calidad del sonido del casete mejoró notablemente con la introducción de los sistemas de reducción de ruidos Dolby, lo que atrajo a nuevos consumidores y las firmas Ampex, Sony y TDK empezaron a producirlos en masa.
La cinta virgen fue introducida por la casa japonesa Maxell, a mediados de los años setenta. A finales de esa década, Maxell y TDK se repartían el mercado de las cintas vírgenes.[cita requerida]
En 1980, apareció la cinta de metal de mayor calidad y las compañías discográficas empezaron a lanzar simultáneamente los LP y las cintas de casete.
Paralelamente empezaron a aparecer los walkmans (pequeños reproductores de casete portátiles con auriculares) que permitían al usuario escuchar su música en cualquier momento y en cualquier lugar. Los modelos de walkman además empezaron a incorporar sintonizadores de radio AM-FM, agregando aún más diversidad a lo que un usuario podía programar. Estos pequeños reproductores protagonizaron en aquella época la misma revolución social que provocaron después los reproductores de mp3. El usuario podía grabar en una cinta la selección de música que creyera oportuna y llevarla allí donde quisiera.

## Sucesores

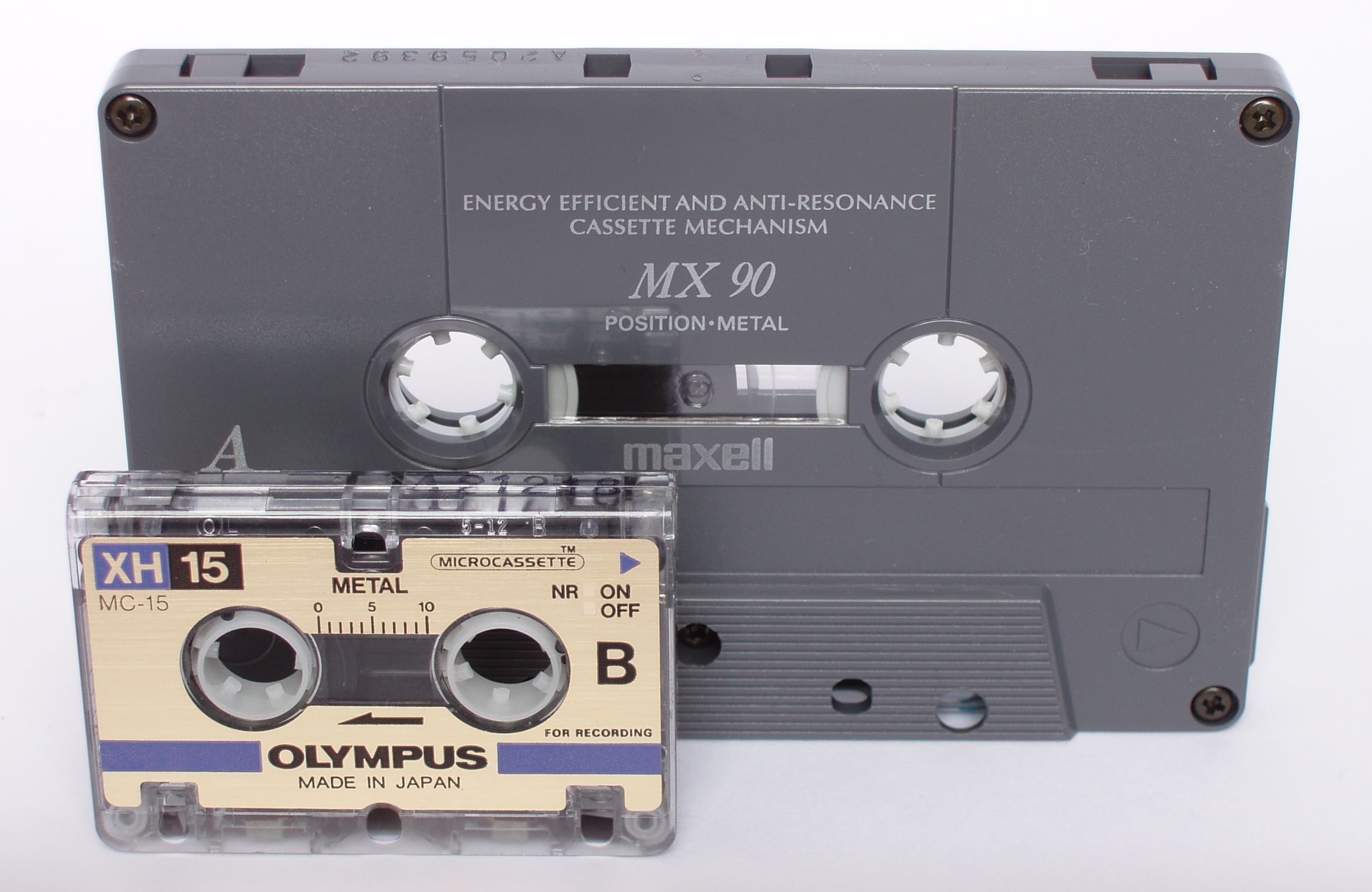
Comparación entre un casete y un microcasete.

El desarrollo técnico efectivo del casete cesó cuando los medios digitales de grabación tales como el DAT y el MiniDisc fueron introducidos al final de los años ochenta e inicios de los noventa. Anticipando el cambio de formato analógico a digital, muchas compañías importantes tales como Sony cambiaron su enfoque hacia los nuevos medios.
En 1992, Philips introdujo el DCC (casete compacto digital), las cintas DAT son parecidas en algunos factores al casete de audio compacto. Estuvo dirigido sobre todo al mercado del consumidor. Una pletina o aparato grabador de DCC podía reproducir ambos tipos de casetes (pero no grabar casetes analógicos, solo digitales DCC). Al contrario que el DAT, que fue aceptado en uso profesional porque podría grabar sin pérdidas, el DCC no tuvo éxito en los ambientes caseros o móviles, y se dejó de fabricar en 1996.
En 1992 Sony lanzó el minidisc sin demasiado éxito. La idea era ser una alternativa al casete y al CD, con una capacidad de almacenamiento mayor al casete y un tamaño menor al CD.
El microcasete en muchos casos ha suplantado el casete audio del mismo tamaño en situaciones donde proporciona la fidelidad de voz que se requiere. Por ejemplo, en las máquinas de dictado y en los contestadores automáticos. Pero incluso estos, cada vez más, utilizan ya registradores digitales de varios tipos. Dado el aumento de uso de los CD-R, MP3 almacenado en memoria flash y iPod como reproductores, el fenómeno de la grabación casera se ha transformado notablemente, al poder obtenerse ahora mismo, los datos, ya sean de audio o de cualquier otro tipo, de internet, con unas calidades estándares.
Debido a la demanda de los consumidores, el casete ha seguido siendo influyente casi dos décadas después de su declinación. Mientras que el disco compacto (o CD) creció en renombre, los adaptadores audio CD-casete fueron desarrollados para proporcionar una manera económica y clara de obtener funcionalidad del CD en los vehículos equipados con pletinas de casete. Un reproductor de CD portable hacía posible que su funcionamiento, además de digital, fuera analógico, al poder conectar con el adaptador el reproductor de CD a la pletina de casetes. Estos adaptadores también continúan funcionando con los reproductores MP3, y son generalmente más fiables que los transmisores de FM diseñados para conectar los lectores de CD o MP3 a los radiocasetes. Los reproductores MP3, mediante los citados adaptadores, también pueden ser insertados en cualquier reproductor de casete audio y comunicarse con el cabezal como si fueran casetes normales.

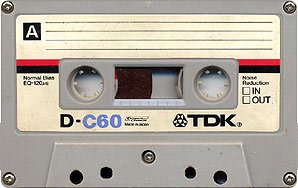
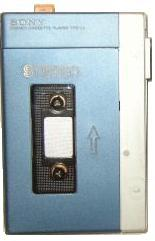
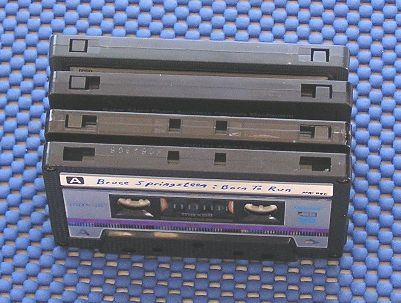
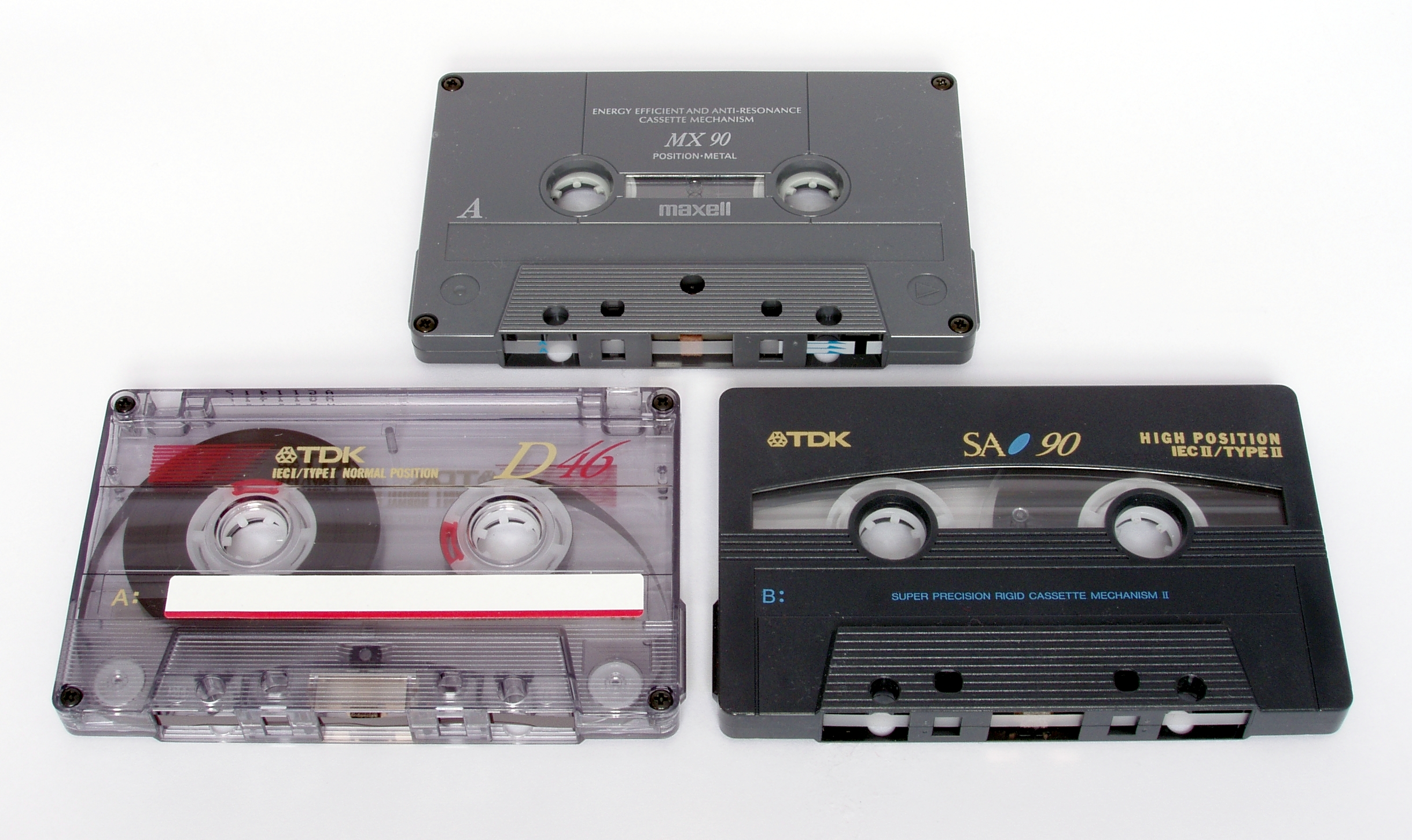
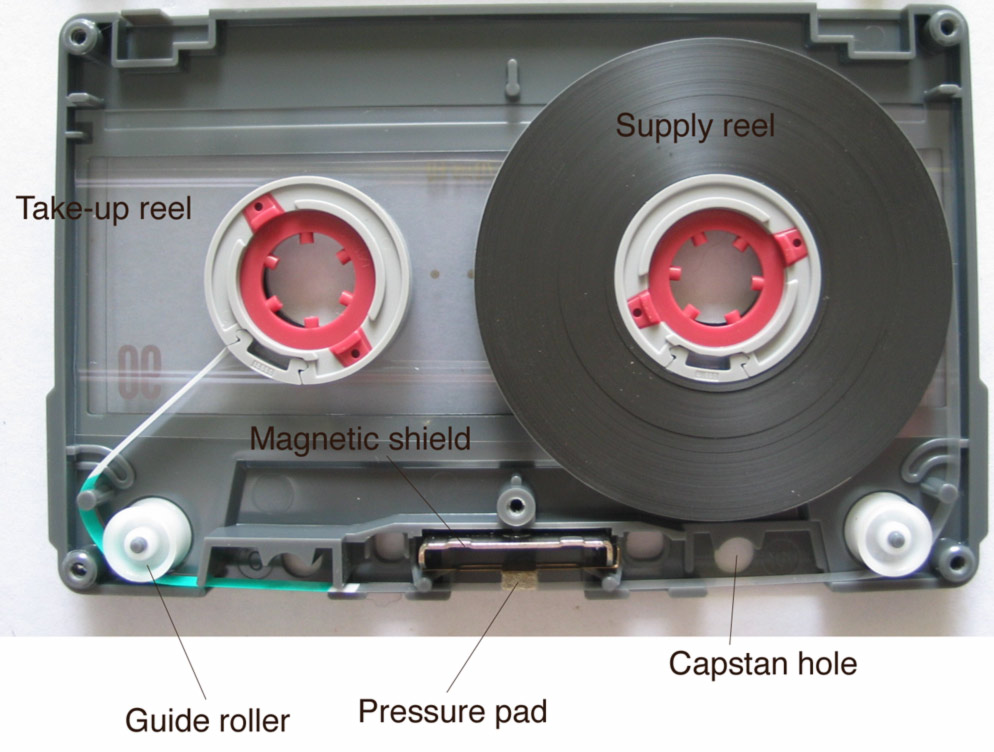
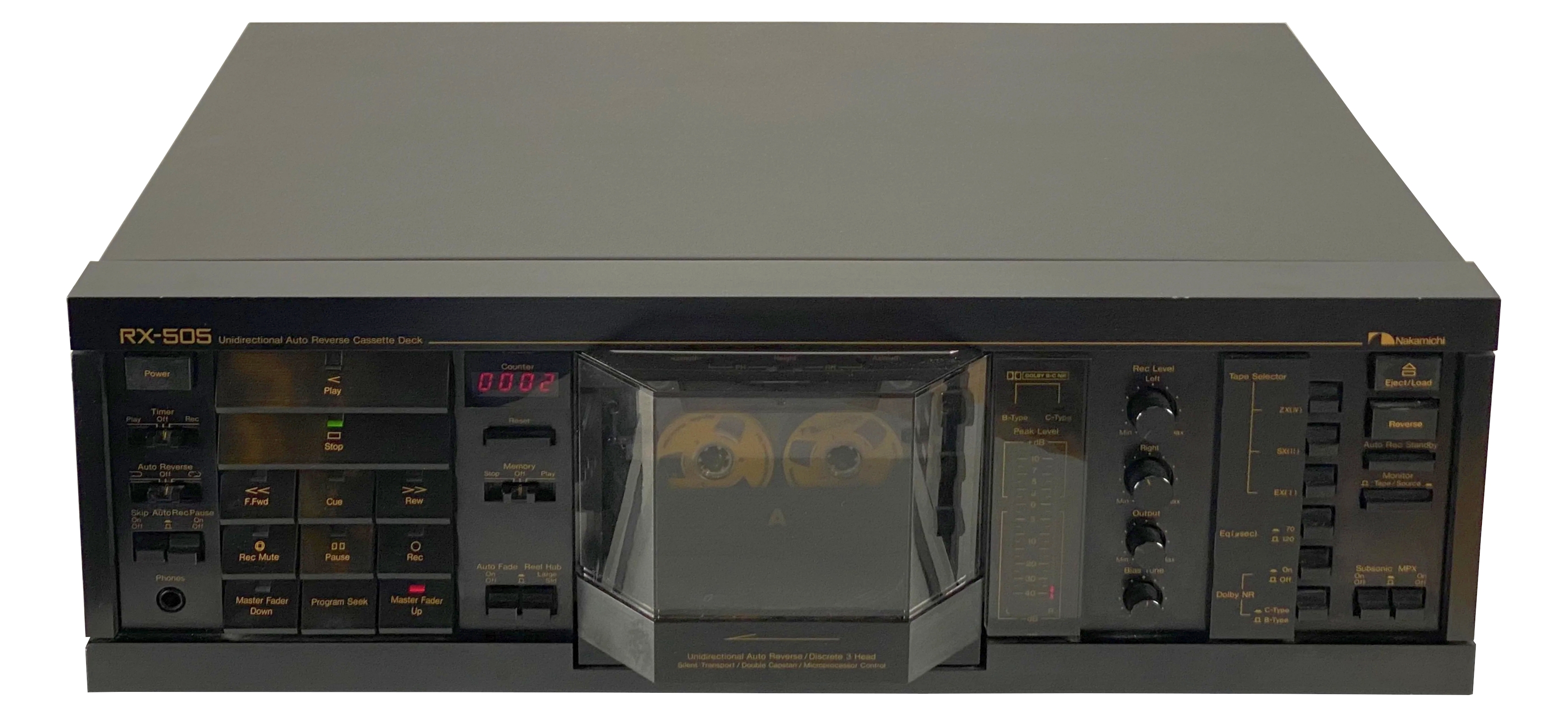
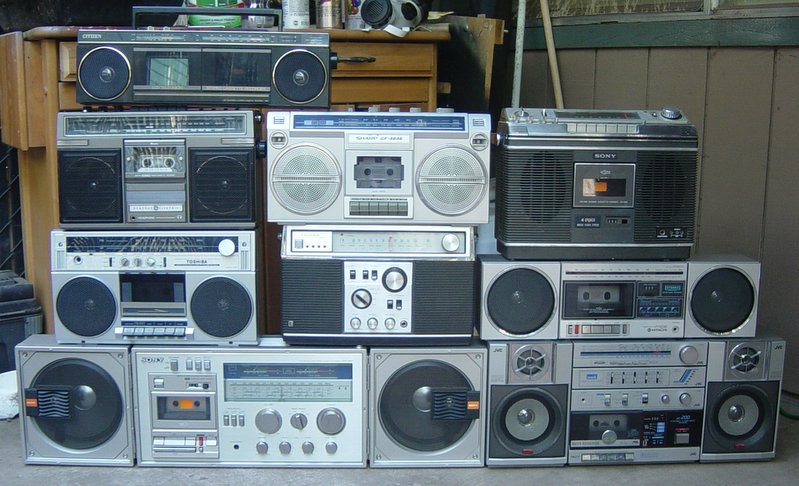
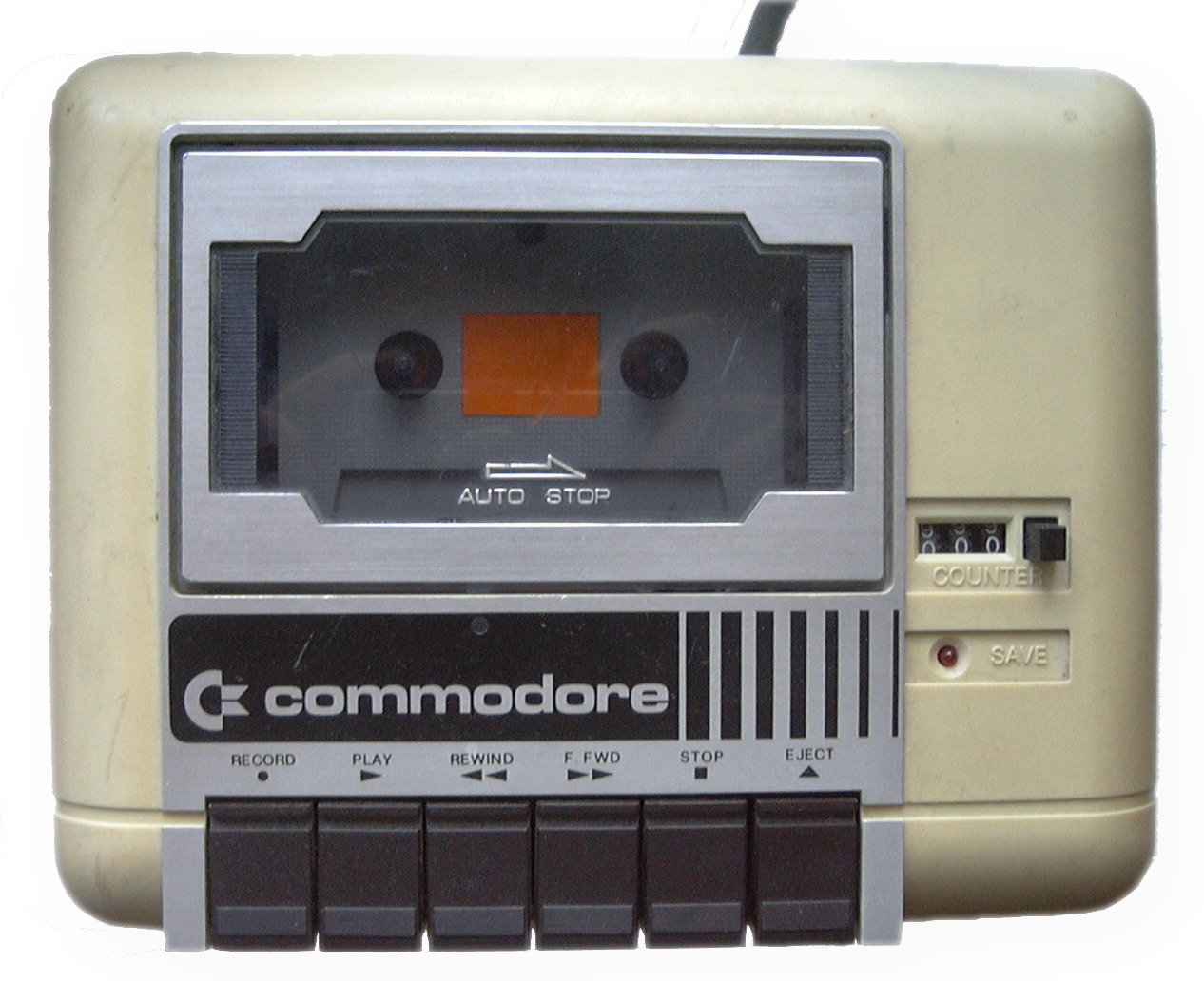

## Reparación, cuidados y mantenimiento
Muchos de los problemas de los casetes se deben a mantenimiento defectuoso o insuficiente de los grabadores y reproductores.
Las cintas contienen partes móviles como rodamientos que pueden deteriorarse, haciendo que se atasque o rompa la cinta magnética. Esto no significa el fin de lo que allí está grabado: se puede sacar la cinta de la carcasa y trasplantarla a otra carcasa. Las cintas que se ha "comido" el aparato reproductor, tal y como se describe a continuación, pueden ser recuperadas en muchos casos, por ejemplo, enrollándolas de nuevo sobre una superficie circular, como puede ser un bolígrafo, y dejando la superficie lo más lisa posible.
Otra reparación más consistente puede ser llevada a cabo sobre una cinta cortada por medio de alinear cuidadosamente las dos partes y pegando los dos extremos con un empalme de cinta especial de unir (la cinta adhesiva normal se puede utilizar, pero no es lo más indicado), para después recortar el sobrante con unas tijeras o un cuchillo de precisión, haciendo posible una reproducción básica para su copia a un medio externo como una grabadora digital o un ordenador personal. Otro método consiste en unir los dos extremos cortados con unas gotas de esmalte para uñas superponiendo un extremo de la cinta sobre el otro.
Los casetes de mejor calidad vienen fabricados con tornillos en la carcasa, de forma que la cinta puede ser desmontada y montada sin ningún problema. Puede ser muy útil practicar primero con casetes vacíos. Hay que tener cuidado y asegurarse de que la bobina y la cinta están en el orden correcto del casete antes del montaje y de que todas las partes de las que consta, encajen. Si las partes de la carcasa están pegadas con pegamento, se pueden separar poco a poco usando una hoja fina de metal (como un destornillador o un cuchillo fino) en el borde de ambas mitades de la carcasa, mientras se tiene cuidado de no dañar la bobina.
A menudo los carretes se dañan en la operación, de forma que hay que reemplazar la carcasa por otra nueva. Uno de los mayores problemas del casete son los equipos grabadores, en donde si el embrague del eje que mueve el carrete de toma se desgasta o daña, dicho carrete se frena haciendo que por el movimiento de arrastre la cinta se salga y se enrolle en el grabador, atascándose. En los grabadores de los años 1990 aparecieron mecanismos y sensores que impiden que ante un problema así el casete se arruine. Si ocurría una falla en la carrete de toma, el grabador simplemente se detenía.
Otro fallo frecuente es el atascamiento debido a rodillos de presión (pinch roller) defectuosos, que hacen que la cinta se salga de sus guías y se arrugue. Para evitar esto, los pinch roller deben limpiarse con alcohol isopropílico y cada cierto tiempo deben reemplazarse. El problema es originado por el desgaste del pinch roller.
Otro problema son los cabezales magnetizados. Con cada reproducción, el magnetismo remanente de la cinta polariza las cabezas con una carga de magnetismo que las imanta. Si no se elimina este magnetismo, la propia cabeza imantada borra progresivamente las cintas, manifestándose esto como deterioro de la relación señal/ruido (mayor soplido) y pérdida progresiva de agudos. Para evitar esto, los fabricantes de los equipos recomiendan una desmagnetización cada 20 a 50 horas de uso. Para esto, se utilizan dispositivos llamados desmagnetizadores, que mediante una corriente alterna que sube y disminuye progresivamente de amplitud, elimina la carga de magnetismo residual de las cabezas.